# Tullkriminalen
Tullkriminalavdelningen (Tullkrim) är en operativ avdelning inom Tullverket, motsvarande polisens kriminalpolis. De utreder grov organiserad brottslighet samt bedriver spanings- och underrättelseverksamhet. Upptäckande av brott där narkotika och vapen är involverat tillhör arbetsuppgifterna där Tullkriminalen har som uppgift att slå ut eller allvarligt störa den grova organiserade brottsligheten.Tullkriminalen ansvarar för den operativa delen där tillslag, frihetsberövande samt tvångsmedel utförs. Vid Tullkriminalen tjänstgör tullinspektörer som brottsutredare, analytiker, spanare, forensiker, tjänstemän som utför insatser gällande tvångsmedel, m.fl. Tjänstemän på tullkriminalen är utrustade med tjänstevapen Glock 19. Tullkriminalavdelningen finns och är geografiskt uppdelad i fyra områden inom Tullverket;  
Det är också Tullkriminalen som sköter Tullverkets användning av hemliga tvångsmedel (hemlig avlyssning av elektronisk kommunikation (HAK), hemlig övervakning av elektronisk kommunikation (HÖK) samt hemlig kameraövervakning (HKÖ)). Inom organisationen finns också sektioner vilka arbetar med informatörshantering (källdrivning). Spaningstekniker är specialister med uppgift att förstärka de ordinarie spaningsgrupperna i den operativa verksamheten.